# 済美 (小惑星)
済美（さいび、107805 Saibi）は小惑星帯の小惑星。2001年3月21日に愛媛県久万高原町の久万高原天体観測館で中村彰正が発見した。
久万高原天体観測館での課外授業を行っている愛媛県松山市にある私立高等学校、済美高等学校から命名された。
同様に(105675) Kamiukenaは愛媛県立上浮穴高等学校から命名された。